# Équipe d'Algérie de football à la Coupe d'Afrique des nations 2000
Cet article relate le parcours de l’Équipe d'Algérie de football lors de la Coupe d'Afrique des nations de football 2000 organisée conjointement par le Ghana et le Nigeria du 22 janvier 2000 au 13 février 2000.

## Effectif
| N° | Pos. | Nom                   | Date de Naissance | Sél. | Buts | Club              |
| -- | ---- | --------------------- | ----------------- | ---- | ---- | ----------------- |
| 1  | GB   | Abdesslam Benabdellah | 12 janvier 1964   | 0    | 0    | MC Oran           |
| 16 | GB   | Omar Hamened          | 7 février 1969    | 0    | 0    | MC Alger          |
| 22 | GB   | Liamine Boughrara     | 1er décembre 1971 | 0    | 0    | JS Kabylie        |
|    |      |                       |                   |      |      |                   |
| 2  | DF   | Maamar Mamouni        | 28 février 1976   | 0    | 0    | Le Havre AC       |
| 3  | DF   | Abdelazziz Benhamlat  | 22 mars 1974      | 0    | 0    | JS Kabylie        |
| 4  | DF   | Rezki Amrouche        | 10 novembre 1970  | 0    | 0    | Club africain     |
| 5  | DF   | Mounir Zeghdoud       | 18 novembre 1970  | 0    | 0    | USM Alger         |
| 6  | DF   | Yacine Amaouche       | 26 juin 1979      | 0    | 0    | JSM Béjaïa        |
| 12 | DF   | Yacine Slatni         | 3 novembre 1973   | 0    | 0    | MC Alger          |
| 13 | DF   | Moulay Haddou         | 14 juin 1975      | 0    | 0    | MC Oran           |
| 20 | DF   | Mahieddine Meftah     | 25 septembre 1968 | 0    | 0    | USM Alger         |
|    |      |                       |                   |      |      |                   |
| 7  | ML   | Nasredine Kraouche    | 27 août 1979      | 0    | 0    | FC Metz           |
| 8  | ML   | Billel Dziri          | 21 janvier 1972   | 0    | 0    | CS Sedan          |
| 10 | ML   | Abdelhafid Tasfaout   | 11 février 1969   | 0    | 0    | En Avant Guingamp |
| 14 | ML   | Fayçal Badji          | 15 février 1973   |      |      | CR Belouizdad     |
| 17 | ML   | Brahim Arafat Mezouar | 18 février 1973   | 0    | 0    | CR Belouizdad     |
| 18 | ML   | Moussa Saïb           | 6 mars 1969       | 0    | 0    | Al-Nasr           |
|    |      |                       |                   |      |      |                   |
| 9  | AT   | Farid Ghazi           | 16 mars 1974      | 0    | 0    | ESTAC Troyes      |
| 11 | AT   | Fawzi Moussouni       | 8 avril 1972      | 0    | 0    | JS Kabylie        |
| 15 | AT   | Rafik Saïfi           | 7 février 1975    | 0    | 0    | ESTAC Troyes      |
| 19 | AT   | Ali Meçabih           | 2 juillet 1972    | 0    | 0    | MC Oran           |
| 21 | AT   | Hamid Merakchi        | 28 janvier 1976   | 0    | 0    | Gençlerbirliği SK |

## Phase qualificative

### 1ertour
| 31 juillet 1998 | Tripoli | Libye     | – | Algérie | 1-3 |
| 14 août 1998    | Algier  | Algérie * | – | Libye   | 3-0 |

### 2etour

#### Groupe 7
| R  | Équipe  | MJ | V | N | D | Bp | Bc | Diff. | Pts. |
| -- | ------- | -- | - | - | - | -- | -- | ----- | ---- |
| 1. | Tunisie | 6  | 5 | 0 | 1 | 13 | 3  | +10   | 15   |
| 2. | Algérie | 6  | 2 | 1 | 3 | 8  | 7  | +1    | 7    |
| 3. | Liberia | 6  | 2 | 1 | 3 | 7  | 8  | -1    | 7    |
| 4. | Ouganda | 6  | 2 | 0 | 4 | 3  | 13 | -10   | 6    |

| 2 octobre 1998  | Kampala  | Ouganda | – | Algérie | 2-1 |
| 24 janvier 1999 | Alger    | Algérie | – | Tunisie | 0-1 |
| 28 février 1999 | Monrovia | Liberia | – | Algérie | 1-1 |
| 9 avril 1999    | Annaba   | Algérie | – | Liberia | 4-1 |
| 6 juin 1999     | Tunis    | Tunisie | – | Algérie | 2-0 |
| 20 juin 1999    | Alger    | Algérie | – | Ouganda | 2-0 |

## Phase Finale

### 1ertour

#### Groupe B
| 24 janvier 2000 | RD Congo | 0 – 0 | Algérie | Kumasi Sports Stadium, Kumasi                 |                                               |
| 19:45           |          |       |         | Spectateurs : 7 000 Arbitrage : Manuel Duarte | Spectateurs : 7 000 Arbitrage : Manuel Duarte |
| 19:45           | Rapport  |       |         | Spectateurs : 7 000 Arbitrage : Manuel Duarte | Spectateurs : 7 000 Arbitrage : Manuel Duarte |

| 29 janvier 2000 | Algérie                              | 3 – 1 | Gabon          | Kumasi Sports Stadium, Kumasi                    |                                                  |
| 19:45           | Ghazi 12e · Tasfaout 41e · Dziri 89e |       | 89e Mbanangoyé | Spectateurs : 5 000 Arbitrage : Isaak Abdulkadir | Spectateurs : 5 000 Arbitrage : Isaak Abdulkadir |
| 19:45           | Rapport                              |       |                | Spectateurs : 5 000 Arbitrage : Isaak Abdulkadir | Spectateurs : 5 000 Arbitrage : Isaak Abdulkadir |

| 2 février 2000 | Afrique du Sud | 1 – 1 | Algérie       | Kumasi Sports Stadium, Kumasi                      |                                                    |
| 16:00          | Bartlett 2e    |       | 53e Moussouni | Spectateurs : 2 000 Arbitrage : Tessema Hailemalak | Spectateurs : 2 000 Arbitrage : Tessema Hailemalak |
| 16:00          | Rapport        |       |               | Spectateurs : 2 000 Arbitrage : Tessema Hailemalak | Spectateurs : 2 000 Arbitrage : Tessema Hailemalak |

| Place | Club           | Pts | J | V | N | D | Buts + | Buts - | Diff. |
| 1er   | Afrique du Sud | 7   | 3 | 2 | 1 | 0 | 5      | 2      | +3    |
| 2e    | Algérie        | 5   | 3 | 1 | 2 | 0 | 4      | 2      | +2    |
| 3e    | RD Congo       | 2   | 3 | 0 | 2 | 1 | 0      | 1      | -1    |
| 4e    | Gabon          | 1   | 3 | 0 | 1 | 2 | 2      | 6      | -4    |

### Quarts de finale
| 6 février 2000 | Cameroun           | 2 - 1 | Algérie      | Accra Sports Stadium, Accra                   |                                               |
| 16:00          | Eto'o 7e · Foé 24e |       | 79e Tasfaout | Spectateurs : 15 000 Arbitrage : Falla N'Doye | Spectateurs : 15 000 Arbitrage : Falla N'Doye |
| 16:00          | Rapport            |       |              | Spectateurs : 15 000 Arbitrage : Falla N'Doye | Spectateurs : 15 000 Arbitrage : Falla N'Doye |

## Meilleurs buteurs de l'équipe
- 2 buts
  - Abdelhafid Tasfaout
- 1 but
  - Fawzi Moussouni
  - Billel Dziri
  - Farid Ghazi